# Newport (condado de Washington, Ohio)
Newport é um lugar designado pelo censo localizado no condado de Washington no estado estadounidense de Ohio. No Censo de 2010 tinha uma população de 1.003 habitantes e uma densidade populacional de 225,02 pessoas por km².

## Geografia
Newport encontra-se localizado nas coordenadas 39° 23′ 53″ N, 81° 13′ 15″ O. Segundo o Departamento do Censo dos Estados Unidos, Newport tem uma superfície total de 4.46 km², da qual 4.19 km² correspondem a terra firme e (5.93%) 0.26 km² é água.

## Demografia
Segundo o censo de 2010, tinha 1.003 habitantes residindo em Newport. A densidade populacional era de 225,02 hab./km². Dos 1.003 habitantes, Newport estava composto pelo 98.8% brancos, 0% eram afroamericanos, 0.1% eram amerindios, 0.6% eram asiáticos, 0% eram insulares do Pacífico, 0% eram de outras raças e 0.5% pertenciam a duas ou mais raças. Do total da população 0.4% eram hispanos ou latinos de qualquer raça.